# Janet Stevenson
Janet Stevenson, född 4 februari 1913 i Chicago i Illinois, död 9 juni 2009 i Warrenton i Oregon, var en amerikansk författare och aktivist. Hon engagerade sig i medborgarrättsrörelsen, kvinnorörelsen och fredsrörelsen.